# Liga Juvenil de la UEFA 2020-21
La Liga Juvenil de la UEFA 2020-21 iba a ser la 8ª edición de la competición. Se tenía prevista su disputa desde el 2 de marzo de 2021 y finalizaría el 20 de mayo de 2021. La competición se compone de los equipos juveniles de los 32 clubes que lograron su clasificación para la fase de grupos de la Liga de Campeones de la UEFA 2020-21 y 32 clubes que representaron a los campeones nacionales de las 32 federaciones con mejor ranking.
La fase final de la competición, que incluye las semifinales y la final, se habría disputado en el Estadio Colovray en Nyon, Suiza.
Debido a la situación que causó la pandemia del COVID-19 en Europa, el formato de la competición se modificó, sustituyéndose la fase de grupos por eliminatorias directas y comenzando el 2 de marzo.
No obstante, las diversas medidas impuestas por las autoridades sanitarias de toda Europa, como las restricciones de viaje que afectaban a los clubes participantes creando grandes dificultades para organizar los partidos, así como la retirada de dos clubes de la competición, llevaron al comité a cancelar la edición 2020-21 de la UEFA Youth League y sus efectos en la celebración de las competiciones.
El Real Madrid era el actual defensor del título.

## Distribución de equipos por Asociaciones
Un total de 64 equipos participaron en la Liga Juvenil de la UEFA 2020–21, procedentes de los equipos matrices pertenecientes a las asociaciones de la UEFA con competición propia de liga. Por sexta vez, se dividió en dos rutas el acceso a las fases finales, la ruta de los equipos de la Liga de Campeones y la ruta de los Campeones Nacionales.
Los campeones nacionales de las 32 federaciones con mejor ranking según el coeficiente de las federaciones de la UEFA 2020, tienen la posibilidad de ser parte de la Liga Juvenil de la UEFA. Para ello, se utiliza el mismo ranking que para decidir el acceso de los equipos a la Liga de Campeones de la UEFA y Liga Europa de la UEFA 2020/21.
La lista de participantes en la ruta de los Campeones Nacionales, de 36 federaciones, fue publicada por la UEFA el 7 de diciembre de 2020. El Celta Vigo, Lazio, 1. FC Köln, Angers, Chertanovo Moscow, İstanbul Başakşehir, AZ, Odense, Dinamo Minsk, Górnik Zabrze, Olimpija Ljubljana, Ferencváros, Győri ETO, Apolonia, y el Waterford debían de haber debutado en el torneo.
| Ranking | Asociación          | Equipos                                                                     | Equipos                          |
| Ranking | Asociación          | Ruta Liga de Campeones                                                      | Ruta de los Campeones Nacionales |
| ------- | ------------------- | --------------------------------------------------------------------------- | -------------------------------- |
| 1       | España              | - Real Madrid - Barcelona - Atlético Madrid - Sevilla                       | Celta Vigo                       |
| 2       | Inglaterra          | - Liverpool - Manchester City - Manchester United - Chelsea                 |                                  |
| 3       | Italia              | - Juventus - Internazionale - Atalanta - Lazio                              |                                  |
| 4       | Alemania            | - Bayern Munich - Borussia Dortmund - RB Leipzig - Borussia Mönchengladbach | 1. FC Köln                       |
| 5       | Francia             | - Paris Saint-Germain - Marseille - Rennes                                  | Angers                           |
| 6       | Rusia               | - Zenit Saint Petersburg - Lokomotiv Moscow - Krasnodar                     | Chertanovo Moscow                |
| 7       | Portugal            | Porto                                                                       | Benfica                          |
| 8       | Bélgica             | Club Brugge                                                                 | Genk                             |
| 9       | Ucrania             | - Shakhtar Donetsk - Dinamo Kiev                                            |                                  |
| 10      | Turquía             | İstanbul Başakşehir                                                         | Galatasaray                      |
| 11      | Países Bajos        | Ajax                                                                        | AZ                               |
| 12      | Austria             | Red Bull Salzburg                                                           |                                  |
| 13      | República Checa     |                                                                             | Sparta Prague                    |
| 14      | Grecia              | Olympiacos                                                                  | PAOK                             |
| 15      | Croacia             |                                                                             | Dinamo Zagreb                    |
| 16      | Dinamarca           | Midtjylland                                                                 | Odense                           |
| 17      | Suiza               |                                                                             | Basel                            |
| 18      | Chipre              |                                                                             | APOEL                            |
| 19      | Serbia              |                                                                             | Red Star Belgrade                |
| 20      | Escocia             |                                                                             | Rangers                          |
| 21      | Bielorrusia         |                                                                             | Dinamo Minsk                     |
| 22      | Suecia              |                                                                             | Hammarby                         |
| 23      | Noruega             |                                                                             | Rosenborg                        |
| 24      | Kazajistán          |                                                                             | Kairat                           |
| 25      | Polonia             |                                                                             | Górnik Zabrze                    |
| 26      | Azerbaiyán          |                                                                             | Gabala                           |
| 27      | Israel              |                                                                             | Maccabi Haifa                    |
| 28      | Bulgaria            |                                                                             | Ludogorets Razgrad               |
| 29      | Rumania             |                                                                             | Viitorul Constanța               |
| 30      | Eslovaquia          |                                                                             | Žilina                           |
| 31      | Eslovenia           |                                                                             | Olimpija Ljubljana               |
| 33      | Hungría             | Ferencváros                                                                 | Győri ETO                        |
| 34      | Macedonia del Norte |                                                                             | Shkëndija                        |
| 35      | Moldavia            |                                                                             | Sheriff Tiraspol                 |
| 36      | Albania             |                                                                             | Apolonia                         |
| 37      | Irlanda             |                                                                             | Waterford                        |

| Ranking | Asociación           |
| ------- | -------------------- |
| 32      | Liechtenstein        |
| 38      | Finlandia            |
| 39      | Islandia             |
| 40      | Bosnia y Herzegovina |
| 41      | Lituania             |
| 42      | Letonia              |
| 43      | Luxemburgo           |

| Ranking | Asociación |
| ------- | ---------- |
| 44      | Armenia    |
| 45      | Malta      |
| 46      | Estonia    |
| 47      | Georgia    |
| 48      | Gales      |
| 49      | Montenegro |

| Ranking | Asociación        |
| ------- | ----------------- |
| 50      | Islas Feroe       |
| 51      | Gibraltar         |
| 52      | Irlanda del Norte |
| 53      | Kosovo            |
| 54      | Andorra           |
| 55      | San Marino        |

## Plantillas
Los jugadores deben haber nacido a partir del 1 de enero de 2002, con un máximo de cinco jugadores nacidos entre el 1 de enero de 2001 y el 31 de diciembre de 2001 permitidos en el equipo de 40 jugadores, y un máximo de tres de estos jugadores permitido por cada partido.

## Calendario
El calendario de la competición es el siguiente (todos los sorteos se llevan a cabo en la sede de la UEFA en Nyon, Suiza). El torneo habría comenzado originalmente en septiembre de 2020, pero se retrasó hasta octubre debido a la pandemia de COVID-19 en Europa que provocó que se pospusiera la fase de grupos de la Liga de Campeones de la UEFA 2020-21. Sin embargo, debido a la continuidad de la pandemia en Europa, la UEFA anunció un nuevo formato el 24 de septiembre de 2020. En lugar de una fase de grupos en la Ruta de la Liga de Campeones de la UEFA y eliminatorias a dos partidos en la Ruta de los Campeones Nacionales, todas las rondas se jugarían como una sola eliminatoria.
| Ronda                    | Sorteo              | Fechas                                          |
| ------------------------ | ------------------- | ----------------------------------------------- |
| Treintaidosavos de final | 27 de enero de 2021 | 2–3 de marzo de 2021                            |
| Dieciseisavos de final   | 12 de marzo de 2021 | 6–7 de abril de 2021                            |
| Octavos de final         | 12 de marzo de 2021 | 20–21 de abril de 2021                          |
| Cuartos de final         | 12 de marzo de 2021 | 4–5 de mayo de 2021                             |
| Semifinales              | 12 de marzo de 2021 | 17 de mayo de 2021 en el Colovray Stadium, Nyon |
| Final                    | 12 de marzo de 2021 | 20 de mayo de 2021 en el Colovray Stadium, Nyon |

## Primera fase
Como es habitual, los 32 clubes participantes en la fase de grupos de la UEFA Champions League disputan la ruta UEFA Champions League. A ellos se les unen los 32 campeones domésticos juveniles de las federaciones miembro con mejor ranking cuyo primer equipo no esté compitiendo en la fase de grupos de la UEFA Champions League. Estos clubes disputarán la ruta de los campeones nacionales.
Las dos rutas se disputarán de forma separada en las rondas de treintaidosavos y dieciseisavos de final, antes de unirse a partir de los octavos de final.
Los emparejamientos de treintaidosavos y dieciseisavos de final se determinarán mediante un sorteo puro. A efectos del sorteo, la administración UEFA puede formar grupos e incluir condiciones geográficas para que los equipos no tengan que realizar grandes desplazamientos. Para la ruta UEFA Champions League, la administración UEFA también garantiza que no puede haber enfrentamientos entre clubes de la misma federación miembro.

### Treintaidosavos de final
Competición cancelada.

### Dieciseisavos de final
Competición cancelada.

## Fase final
A partir de la ronda de octavos de final se juntan las dos rutas, siendo emparejados, en dos bombos, los equipos en ocho parejas.

### Octavos de final
Competición cancelada.

### Cuartos de final
Competición cancelada.

### Semifinales
Competición cancelada.

### Final
Competición cancelada.